# Offshore (libro)
Offshore es la duodécima novela policíaca del escritor griego Petros Márkaris. Pertenece a la serie de novelas sobre el detective ficticio Kostas Jaritos, el personaje más famoso de la obra de Márkaris. Tras la tetralogía sobre la crisis griega, está novela constituye un relato ficticio sobre la recuperación económica del país entre varios interrogantes, que a diferencia de en el resto de novelas del autor, no terminan de ser desvelados ya que el libro finaliza con un ambiguo y misterioso final muy alabado por la crítica literaria.

## Argumento
El asesinato de un alto cargo en la Secretaría de Turismo del puerto de El Pireo, amenaza con ser un caso imposible, pero misteriosamente los asesinos se delatan al día siguiente en un robo. Días más tarde un armador griego, presidente de una naviera con sede en Londres, aparece muerto en la sucursal de dicha empresa en Atenas; nuevamente parece un caso imposible, pero otra vez los asesinos se delatan de forma absurda. Lo inusual de estos casos y las incongruencias de estos llevan a Jaritos a preguntarse sobre si guardan alguna relación entre sí, y si lo aparente solo esconde una verdad desconocida. Intentará dar respuesta a estas preguntas en contra de la extraña forma de actuar del nuevo subsecretario de seguridad, que fue nombrado recientemente por el nuevo gobierno.
Sin embargo un nuevo asesinato sorprenderá a Jaritos, en este caso la muerte de Sotirópulos, un viejo periodista conocido de Jaritos, que al igual que él intenta averiguar qué hay detrás de los asesinatos, y si estos están relacionados con la llegada de numerosas empresas a Grecia con capital en las Islas Caimán, entre las que se encuentra la de una de las víctimas.